# Гомогенат

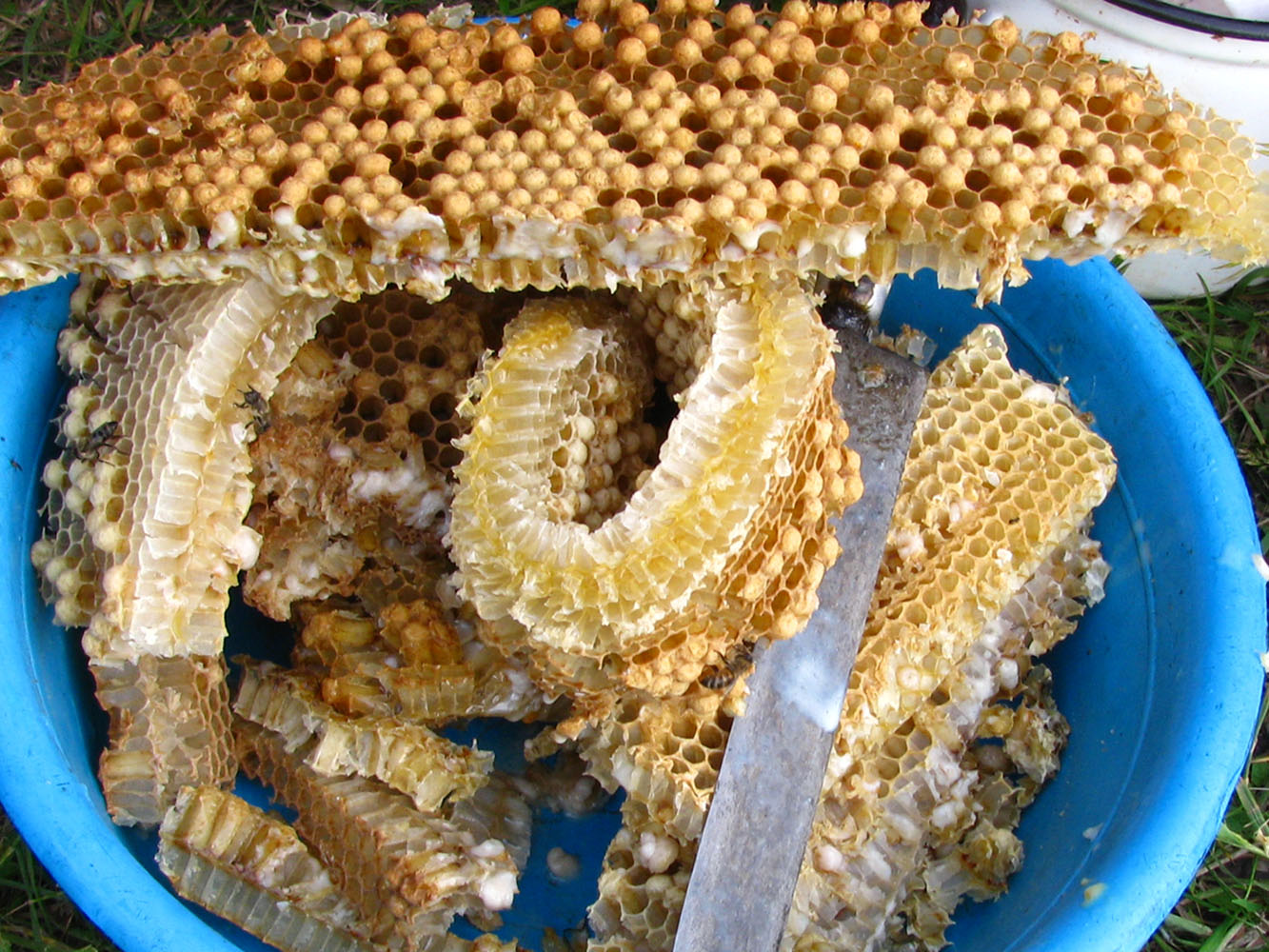
Гомогенат трутневий в сотах

Гомогенати — тваринні або рослинні тканини, подрібнені до стадії руйнування клітинних стінок. Зовні гомогенати становлять однорідну (гомогенну) масу.
Гомогена́т трутнево-розплідний або Трутневе молочко — розплід бджолиних трутневих личинок на стадії розвитку.

## Склад гомогенату
У складі гомогенату є протеїни, амінокислоти, жири, вуглеводи. Мікроелементи: калій, натрій, кальцій, фосфор, магній, залізо. Вітаміни: А, В, В1, В2, В3, В5. Серед продуктів бджільництва гомогенат по спектру вітамінного складу займає перше місце, випереджаючи навіть маточне молочко.

## Дослідження гомогенату
Гомогенат сприяє прискореному відновленню характеристик семенників і передміхурової залози. Він підвищує статевий потяг, інтенсивність утворення андрогенів при чоловічому безплідді. За відгуками чоловіків, які постійно приймають гомогенат, цей препарат істотно ефективніший від віагри.
Дослідження показують, що прийом гомогенату стимулює функціонування яєчників, сприяє гормональному балансу і відновленню репродуктивної функції. 
Незамінний гомогенат і для дорослих з ослабленим організмом, і для дітей при відставанні у фізичному, статевому і розумовому розвитку, а в геронтології — як стимулюючий, оздоровлюючий і омолоджуючий засіб.
У народній медицині Китаю, Японії та інших країн трутневе молочко застосовують як стимулятор розвитку організму дітей, а також при лікуванні захворювань органів травлення. На основі личинок трутнів випускають і широко використовують лікарські форми, харчові добавки, протизапальні косметичні креми. Цей продукт у всьому світі цінують за найсильніші біостимулюючі    властивості. Про застосування препаратів на основі трутневого молочка повідомлялося на конгресі бджолярів Апімондія в Будапешті в 1983 р.